# Klietz
Klietz è un comune tedesco di 1 786 abitanti situato nel land della Sassonia-Anhalt.